# Coill Dubh
Coill Dubh (prononcé en anglais : [ˌkəil̠ʲ ˈd̪ˠʊw],  "bois noir") est un village au nord du comté de Kildare, en Irlande.
Le village est situé à l'intersection de la R403  et de la R408, à environ 40 km de Dublin. 
Il compte 684 habitants au recensement de 2006, en augmentation de 15% depuis 2002. En 2016, Coill Dubh comptait 746 habitants.
Le Coill Dubh GAA club a remporté plusieurs fois le championnat de football gaélique du comté, le Kildare Senior Hurling Championship.

## Histoire
Le village s'est construit en 1952 sur le townland de Blackwood ("Coill Dubh" est une traduction en irlandais de bois noir), juste à côté de la R403 entre Prosperous et Timahoe (comté de Kildare) pour accueillir les travailleurs de Bord na Móna alimentant une centrale électrique fonctionnant à la tourbe à Allenwood. Il a remplacé les anciens camps de travailleurs temporaires à Killinthomas, Mucklon et Timahoe par 160 maisons et quatre magasins.[citation nécessaire]